# The Phantom Public
The Phantom Public. A sequel to “Public Opinion” (deutsch Die imaginäre Öffentlichkeit. Eine Fortsetzung von „Die öffentliche Meinung“) ist eine Publikation des US-amerikanischen Journalisten und Medienkritikers Walter Lippmann aus dem Jahr 1925 zur Rolle der politischen Öffentlichkeit für die Demokratie. Lippmann vertritt eine Position des demokratischen Elitarismus: Eine Funktionselite aus Experten bestimmt im Modell wie in der Wirklichkeit den politischen Prozess durch Politikberatung und Steuerung der öffentlichen Meinung. 
Hauptaussage der Monographie ist, dass die inhaltliche und deliberative Definition der Demokratie als Partizipation der einzelnen Bürger eine Idealisierung sei, da die Öffentlichkeit, die in der Theorie den Willensbildungsprozess bestimme, lediglich imaginär, das heißt in der Vorstellung als Illusion, Mythos und „Phantom“ existiere. Carl Bybee kommentierte, Lippmann sehe in der Öffentlichkeit eine Fiktion und betrachte Regierung in erster Linie als Verwaltungsproblem, das effizient gelöst werden sollte, so dass die Bevölkerung weiter ihre individuellen Ziele verfolgen könnte.

## Kontext
Lippmann hatte am Beispiel der von ihm selbst mitgestalteten Kriegspropaganda des Ersten Weltkriegs und angesichts des Aufstiegs Benito Mussolinis ernüchternde Erfahrungen zur Manipulation der öffentlichen Meinung sammeln können, die er schon in seinem früheren und bekanntesten Werk Public Opinion (1922) darstellte. Das im Untertitel als Fortsetzung von Public Opinion gekennzeichnete Werk erregte aufgrund seines als kalt, pessimistisch und zynisch wahrgenommenen Stils teilweise Missstimmung und Verunsicherung und blieb lange Zeit eher unbeachtet, obwohl es als eine der klarsten und aufschlussreichsten Darstellungen Lippmanns gilt und in der Kritik der Prinzipien der Demokratie deutlich weiter geht als Public Opinion.
John Dewey veröffentlichte eine berühmt gewordene Erwiderung, "The Public and its Problems" (1927), in der er neben weitgehender Zustimmung zur Diagnose der Situation den Lösungsansätzen Lippmanns teilweise widersprach. Demokratie sei nicht von jeher fiktiv, sondern nur in der medial geprägten Massengesellschaft zeitweise "verfinstert", eine demokratisch orientierte Politik sei jedoch möglich, da die Bürger bildbar seien und am öffentlichen Diskurs prinzipiell sinnvoll teilnehmen könnten, wenn ein geeigneter kommunikativer Rahmen geschaffen würde. 

## Inhalt
Lippmann kritisiert das Verständnis von Öffentlichkeit, das er in der zeitgenössischen Demokratietheorie vorzufinden meinte. Dort werde angeblich ein souveräner und umfassend kompetenter Bürger vorausgesetzt. (S. 21) 
Er kritisierte im Einzelnen die Vorstellungen, „das Volk“ sei 
- eine Art Über-Individuum mit einem Willen und einem Bewusstsein (S. 160),
- ein „Organismus, der eine Einheit aus vielen einzelnen Zellen darstellt“ (S. 147),
- ein Steuerungsmechanismus (S. 77),
- eine beschreibbare Körperschaft mit festgelegten Regeln der Zugehörigkeit (S. 110),
- die Verkörperung universeller, kosmopolitischer und interesseloser Wahrnehmungen (S. 168–169) und
- eine moralische Instanz (S. 106).

Nach Lippmanns Auffassung ist die Öffentlichkeit dagegen ein „bloßes Phantom“, eine Abstraktion (S. 77), eingefügt in eine falsche Philosophie (S. 200), die eine mystische Vorstellung von Gesellschaft zur Grundlage habe. (S. 147) Demokratietheorien setzten voraus, die Öffentlichkeit könne die öffentlichen Angelegenheiten kompetent steuern, die Arbeit der Regierung sei Ausdruck des Volkswillens.  
Gegen diese Idealisierung und Verschleierung der Realität setzt Lippmann sein Modell zweier Klassen, aus denen sich die Bevölkerung zusammensetzt: Akteure und Zuschauer, Insider und Outsider. Akteure können „exekutiv“, also sachgerecht und politisch kompetent handeln, Grundlage dafür ist ihr Verständnis grundlegender Sachverhalte. Die Öffentlichkeit als Zuschauer ist dagegen handlungsunfähig. Niemand besitzt die kompetente Handlungsfähigkeit in allen Bereichen, die dem Mythos des demokratischen Bürgers entspricht. Jeder gehört also bei unterschiedlichen Fragen zu den Zuschauern, Individuen wechseln zwischen den Rollen hin und her. (S. 110). Die Öffentlichkeit ist jedoch meist „stummer Zuschauer im Hintergrund“ (S. 13), weil Individuen sich meist nur für ihre privaten Angelegenheiten und ihre individuellen Beziehungen interessieren und kaum für die Themen, die die Politik bestimmen, worüber sie im Allgemeinen auch nur sehr wenig wissen. 
Lippmann sieht eine besondere Aufgabe und Fähigkeit der Öffentlichkeit darin, in einem Moment sozialer Unruhen oder einer mangelnden Anpassung der Politik an die Lage der Gesellschaft die Ausübung der Staatsgewalt zu kontrollieren. (S. 74) Die Öffentliche Meinung reagiert auf politische Fehler der Regierung, indem sie eine andere wählt. Sie schreitet jedoch auch hierein nicht aus eigenem Antrieb zur Handlung, sondern wird von oppositionellen Insidern angeleitet, die die Lage für sie analysieren und bewerten können. Die Öffentlichkeit ist zur rationalen Entscheidung über eine Krise nicht in der Lage. „Die Öffentliche Meinung ist keine rationale Kraft … Sie argumentiert, untersucht, erfindet, verhandelt nicht und führt nicht zu einer Lösung. (S. 69) Sie hat Macht über die Insider nur durch Meinungsbildung zur Frage, welche Gruppe besser geeignet ist, das anstehende Problem zu lösen. Wenn Menschen Stellung zu den Absichten anderer nehmen, dann handeln sie als Öffentlichkeit.“ (S. 198) Diese Kontrolle über willkürliche Machtanwendung ist das Maximum dessen, was man von der Öffentlichkeit erwarten kann, ihr besonderer Zweck.
Lippmann vertritt bewusst einen elitären Standpunkt. Er vertraut hauptsächlich in die Insider, die Initiative zeigen, organisieren, verwalten und Probleme lösen. Sie sollten dabei von der Einmischung unwissender und aufdringlicher Outsider weitgehend frei bleiben. (S. 198–199)

## Rezeption
Den Hauptfehler der Argumentation Lippmanns sieht Eric Alterman 1999 in zwei unbegründeten Annahmen: Es wird vorausgesetzt, dass Experten das politisch relevante Spezialwissen mit wissenschaftlicher Wertneutralität durch die Kooperationsbereitschaft der Entscheidungsträger erwerben, anstatt einen beiderseits förderlichen Kuhhandel zu betreiben, in dem jede Seite der anderen gibt, was sie möchte. Weiterhin wird angenommen, dass die Experten von sich aus die Interessen der Outsider, also der Masse der Bevölkerung erkennen und fördern, obwohl sie eng mit der herrschenden Politikerelite verbunden sind. Lippmanns Theorie scheitert, wenn diese Annahmen oder auch nur eine davon unzutreffend sind. Aus dem Experten wird dann statt eines Vertreters der Demokratie ein Komplize ihrer Zersetzung.
Wilfred M. McClay konstatierte 1993 die anhaltende Aktualität des Werks Lippmanns und seine wachsende Bedeutung für die Zukunft. The Phantom Public sei noch wertvoller, weil gehaltvoller und aussagekräftiger als Public Opinion.
Bruno Latour verglich Lippmanns Werk 2008 mit Machiavellis Il Principe. In seinem „Prinzen des 20. Jahrhunderts“, der zu seiner Zeit nicht verstanden werden konnte, erteile er den modernen Lesern eine Lektion in „strengem Realismus“. Noch schmerzhafter als Machiavellis Einsicht in die Verbindung der Tugend (virtú) mit Gewalt (violenzia), Unberechenbarkeit (fortuna) und Gerissenheit (astuzia) sei Lippmanns Angriff auf die Idee von Volk, Öffentlichkeit und Repräsentation. Er empfahl die Lektüre besonders dem französischen Leser des 21. Jahrhunderts als „Entgiftungskur“, denn gerade die hochgeschätzten Glaubenssätze zur Demokratie hätten nach Lippmanns Meinung dazu geführt, dass die Öffentlichkeit zu einem „Gespenst“ geworden sei. Lippmann habe die Demokratie gerade deshalb entzaubert, um sie vor den Demokraten zu retten, so wie Macchiavelli die Republik bewahren wollte, indem er dem Volk die Macht der Fürsten erklärte.

## Zitate
„These various remedies, eugenic, educational, ethical, populist and socialist, all assume that either the voters are inherently competent to direct the course of affairs or that they are making progress towards such an ideal. I think [democracy] is a false ideal.“ (S. 151) 
„Diese verschiedenen Heilmittel, eugenische, pädagogische, ethische, basisdemokratische und sozialistische, gehen alle davon aus, dass entweder die Wähler von Natur aus kompetent sind, den Lauf der Dinge zu lenken, oder dass sie Fortschritte in Richtung auf dieses Ideal machen. Ich denke, Demokratie ist eine abwegige Idealvorstellung.“
„The fundamental difference which matters is that between insiders and outsiders. Their relations to a problem are radically different. Only the insiders can make decisions, not because he is inherently a better man but because he is so placed that he can understand and can act. The outsider is necessarily ignorant, usually irrelevant and often meddlesome, because he is trying to navigate the ship from dry land. – In short, like the democratic theorists, they miss the essence of the matter, which is, that competence exists only in relation to function; that men are not good, but good for something.; that men cannot be educated, but only educated for something.“ (S. 140)
„Der grundlegende und entscheidende Unterschied ist der zwischen Insidern und Outsidern. Ihr Bezug zu einem Problem ist völlig verschieden. Nur die Insider können Entscheidungen treffen, nicht weil sie von Natur aus bessere Menschen sind, sondern weil sie so positioniert sind, dass sie in der Lage sind zu verstehen und zu handeln. Der Außenseiter ist unausweichlich ohne Kompetenz, ohne Relevanz und oft lästig, weil er sozusagen versucht, das Schiff vom trockenen Land aus zu navigieren. - Kurz gesagt, verfehlt der Außenseiter ähnlich wie die demokratischen Theoretiker das Wesen der Sache, das darin besteht, dass Kompetenz und Funktion nur zusammen existieren. Menschen sind nicht einfach "gut", sondern nur für bestimmte Dinge gut geeignet, sie sind nicht universell gebildet, sondern nur für bestimmte Angelegenheiten passend ausgebildet.“